# BFC 뒤나모
베를리너 푸스발 클루프 뒤나모(독일어: Berliner Fussball Club Dynamo)는 독일 베를린의 축구 클럽이다. 흔히 BFC 뒤나모(BFC Dynamo)라는 약칭으로 불린다.

## 성적
- DDR 오버리가: 우승 10회 (1979, 1980, 1981, 1982, 1983, 1984, 1985, 1986, 1987, 1988), 준우승 4회 (1960, 1972, 1976, 1989)
- FDGB-포칼: 우승 3회 (1959, 1988, 1989), 준우승 6회 (1962, 1971, 1979, 1982, 1984, 1985)
- 동독 슈퍼컵: 우승 1회 (1989)

## 선수 명단

### 현역
참고: FIFA 자격 규정에 따라 소속된 국가대표팀 국기를 표시합니다. 선수는 복수의 FIFA 비회원국 국적을 가지고 있을 수 있습니다.
| 번호 | 포지션 | 국적         | 이름                         |
| ---- | ------ | ------------ | ---------------------------- |
| 9    | FW     | 아제르바이잔 | 루파트 다다쇼프              |
| 15   | MF     | 이라크       | 데이빗 하이다르 캄 알 아자위 |
| 34   | GK     |              | 레온 베트게                  |

| 번호 | 포지션 | 국적 | 이름 |
| ---- | ------ | ---- | ---- |

## 역대 감독
| 감독              | 임기        |
| ----------------- | ----------- |
| 벨라 볼렌틱       | 1966 ~ 1967 |
| 이고르 라지치     | 2011        |
| 안드레아스 헤라프 | 2024        |
| 데니스 쿠트리프   | 2024 ~      |